# Vrije leermiddelen

Open Leermaterialen Logo

Vrije leermiddelen (ook bekend als Open Leermaterialen en Open Educational Resources, OER) is (digitaal) onderwijsmateriaal dat beschikbaar is voor hergebruik. Het zijn werken van vrije inhoud met een educatief karakter. Dat betekent dat door de auteurs van dergelijke werken toestemming is verleend de werken vrij te gebruiken voor ieder doel, ze te kopiëren, te wijzigen en gewijzigde versies te herdistribueren. Dit gebeurt vaak met gebruik van open licenties, zoals de Creative Commons-licenties.

## Definities
Er zijn verschillende definities en opvattingen over vrije leermiddelen:
- De UNESCO: onderwijsmateriaal, lesmateriaal, research materiaal in welk medium dan ook, digitaal of anders, in het publiek domein of onder een open licentie die vrije toegang, gebruik, wijzigen, en heruitgave door anderen mogelijk maakt zonder of met geringe beperkingen.[2]

- De Kaapstadverklaring:[3] Open educatief materiaal hoort vrij gedeeld te worden door middel van open licenties die gebruik, herziening, vertaling, verbetering en delen door ieder toestaan. Bronnen horen gepubliceerd te worden in formats die gebruik en bewerking mogelijk maken en die aangepast zijn aan een verscheidenheid van platforms. Zo mogelijk horen ze ook beschikbaar te zijn in formats die toegankelijk zijn voor mensen met een handicap en voor wie nog geen toegang heeft tot internet.

## Nederland
Er zijn in Nederland leermiddelenbibliotheken waarvan de inhoud vrijgegeven is onder "vrije licenties", zoals Creative Commons-licenties. In december 2008 kondigde de minister van Onderwijs, Cultuur en Wetenschap, Ronald Plasterk, een publieke repository voor het onderwijs aan, genaamd Wikiwijs, beheerd door stichting Kennisnet. Via het portaal van WikiWijs werd de inhoud van de genoemde leermiddelenbibliotheken toegankelijk gemaakt voor docenten. In oktober 2009 werd de stichting VO-content opgericht, op initiatief van het Innovatieplatform Voortgezet Onderwijs (IP-VO) van de VO-raad. De inhoud van Wikiwijs, grotendeels gemaakt en verzameld door docenten, is beschikbaar voor het publiek. In 2012 is de inhoud van Wikiwijs uitgebreid met onderwijsmateriaal uit PO, MBO, VO, SO, HBO en WO. Khan Academy en MIT OpenCourseWare stellen hun inhoud ook beschikbaar voor het publiek. Het Ruud de Moor Centrum (vernoemd naar Ruud de Moor) aan de Open Universiteit Nederland is betrokken bij Wikiwijs. De inhoud van deze platformen waren oorspronkelijk alleen toegankelijk voor hun deelnemers.
Vanaf 2010 heeft Nederland een UNESCO-leerstoel voor vrije leermiddelen, tot 2018 bezet door prof. Fred Mulder. Vanaf 2018 is de leerstoel bezet door dr. ir. Robert Schuwer.
SURF verzorgt het Trendrapport Open Educational Resources.
Volgend op de ontwikkelingen met massive open online courses (MOOCs) komt ook Open educational resources met een eigen versie, de mOOC ofwel micro Open Online Courses via OERu.

## België
In Vlaanderen kent meerdere succesvolle onderwijsportaalsites / sociaal netwerken  
KlasCement is een platform waar tienduizenden leerkrachten leermiddelen vrij delen onder Creative Commons-licenties. Dit platform staat open voor leerkrachten uit Vlaanderen en Nederland (met eigen curricula) en is ook vertaald naar het Engels, zodat het kan gebruikt worden door leerkrachten uit alle landen. 
CoCOS-project (Co-creation of Educational Resources via Open Source platforms) is een Vlaams project data wordt gefinancierd door de Europese Commissie. CoCos Project creëert een internationaal platform om co-creatie van open studiematerialen (OER) mogelijk te maken met studenten, leerkrachten en professionele experts van over de hele wereld. 